# Takayoshi (cràter)
Takayoshi és un cràter d'impacte en el planeta Mercuri de 136 km de diàmetre. Porta el nom del pintor japonès Fujiwara Takayoshi (fl. segle xii), i el seu nom va ser aprovat per la Unió Astronòmica Internacional el 1979.